# Guadarrama
Guadarrama är en stad och kommun i den autonoma regionen Madrid i centrala Spanien. Staden ligger cirka 43,5 kilometer nordväst om centrala Madrid. Kommunen har 17 062 invånare (2024), på en yta av 56,98 km².

## Historia
Staden grundades av araberna, som kallade floden Guadarrama wad-al-ramla. Floden har senare givit namn åt samhället och bergskedjan Sierra de Guadarrama. Guadarrama fick stadsprivilegier av Ferdinand V den 22 november 1504. Ferdinand VI beordrade anläggandet av en väg till A Coruña via bergspasset Puerto de Guadarrama, som blev platsen för häftiga strider under spanska inbördeskriget. Efter inbördeskriget återuppbyggdes staden nästan helt under ledning av det så kallade Dirección General de Áreas Devastadas (ungefär "Generaldirektoratet för ödelagda områden"). Efter en kort period då det var känt som kurort för tuberkulos, har Guadarrama blivit en stor turistort och en andra vistelseort för många Madridbor. Stadens attraktionskraft för turister beror till stor del på dess närhet till Sierra de Guadarrama. Den högsta punkten i kommunen är Cabeza Lijar med en höjd av 1 824 meter över havet.